# 道歉
道歉，是人類社會的行為。“道歉”这个词在现代社会中意味着承认犯错。不同社會和民族間也存在文化差異，有國家可以否認自己的戰爭罪行，但絕不道歉。有些文化認為道歉是一種社交禮儀的技巧。许多时候由於维护自身自尊心的心理，向他人道歉并不是件易事。

## 詞彙
道歉於英語可以分為Sorry、Apologize（源于希腊语απολογία）、Non-apology apology（非正式致歉）多種。在中文用詞上也有抱歉、遺憾、歉意、認罪等分別。

## 公開道歉
公開道歉是公關活動，可以舉行記者會、刊登廣告、在公眾場合、受記者採訪時發表道歉宣言、公開信等。

## 法律責任
道歉的後果可能有法律責任，受害人或死者家屬有證據，向犯案者訴訟要求賠償。所以有保險公司在保險合約條款中規定，交通意外肇事者不可以未經保險公司同意下向第三者道歉，否則責任自負。